# Nortia
En la mitología etrusca, Nortia fue la diosa del destino y la fortuna. Su atributo fue el clavo, el cual se clavaba al pared en sus templos durante el año nuevo. Aunque no hay ninguna mención de la diosa en textos etruscos, el historiador romano Tito Livio la menciona a ella y a la dedicación ritual asociada con ella: Minervae inventum sit. Volsiniis quoque clavos indices numeri annorum fixos in templo Nortiae, Etruscae deae, comparere diligens talium monumentorum auctor Cincius adfirmat. -- Livy vii. 3. 7.
Traducida, dice algo al efecto de "Minerva es una inventadora/artesana. Los Veluceños (la gente etrusca de la ciudad de Veluzna), para indicar el paso del año nuevo, ponen clavos en el templo de Nortia, diosa etrusca, cual gran diligencia las obras del historiador Cincio también afirman."